# Sierro
Sierro és una localitat de la província d'Almeria, Andalusia. L'any 2005 tenia 457 habitants. La seva extensió superficial és de 28 km² i té una densitat de 16,3 hab/km². Les seves coordenades geogràfiques són 37° 19′ N, 2° 24′ O. Està situada a una altitud de 755 metres i a 117 quilòmetres de la capital de la província, Almeria.

## Demografia
| 1996 | 1998 | 1999 | 2000 | 2001 | 2002 | 2003 | 2004 | 2005 |
| ---- | ---- | ---- | ---- | ---- | ---- | ---- | ---- | ---- |
| 510  | 495  | 484  | 471  | 472  | 452  | 452  | 452  | 457  |